# أشيل كازانوفا
أشيل كازانوفا هو صحفي وسياسي سويسري، ولد في 2 أكتوبر 1941 في سويسرا، وتوفي في 17 يوليو 2016 في سويسرا. حزبياً، نشط في حزب الشعب الديمقراطي المسيحي في سويسرا ‏.